# Track Top-40
Track Top-40 es una tabla de posiciones musicales de Dinamarca, es un registro que se presenta todos los jueves a medianoche en el sitio web hitlisten.nu. El gráfico combina los 40 temas más vendidos, ya sea en descargas legales de música y las ventas de sencillos de música en CD o vinilo. Los datos son recogidos por Nielsen Music Control, que también compila el gráfico en nombre de la IFPI (Federación Internacional de la Industria Fonográfica).
La lista de temas se estableció 1 de noviembre de 2007 cuando sustituyó al Top-20 individual y Descarga Top 20. Sin embargo, la lista de temas fue actualizada en la semana 1 en 2007. Momento del único Top 20 de la actual lista.
Michael Jackson tiene el récord de más sencillos en una semana en la tabla 28 el 2009, con impresionantes 15 sencillos:
- Human Nature
- Bad
- Earth Song
- You Are Not Alone
- Thriller
- Smooth Criminal
- Black or White
- The Way You Make Me Feel
- Beat It
- Will You Be There
- Man in the Mirror
- They Don't Care About Us
- Billie Jean
- Heal The World
- Dirty Diana

Además de esto, también coescribió una canción de la semana nº18 We Are The World con Lionel Richie, que le dio 16 individuales en el gráfico. A pesar del logro impresionante, no todos los sencillos fueron número uno.